# Charles Girault

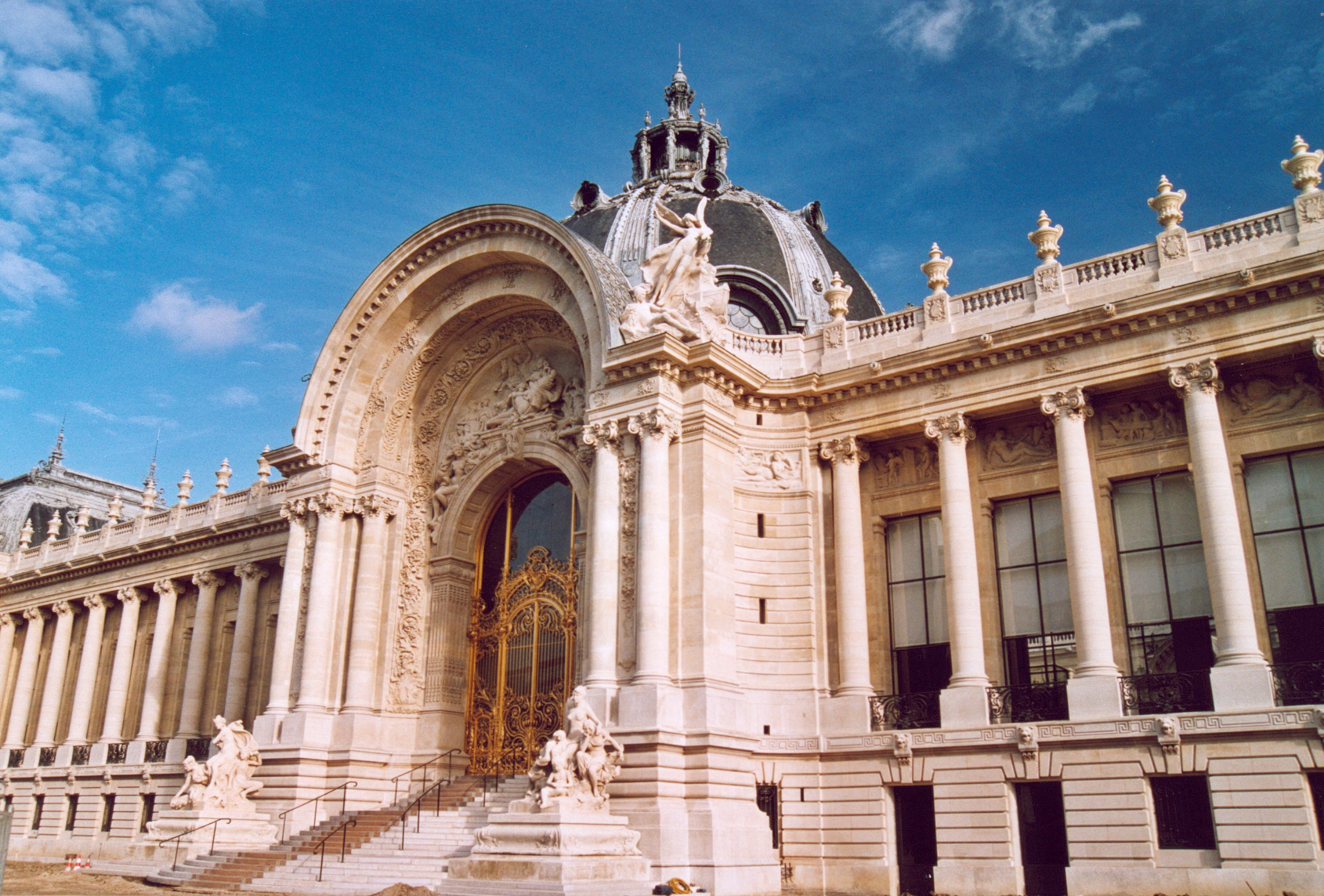
Petit Palais, Parijs (1900)

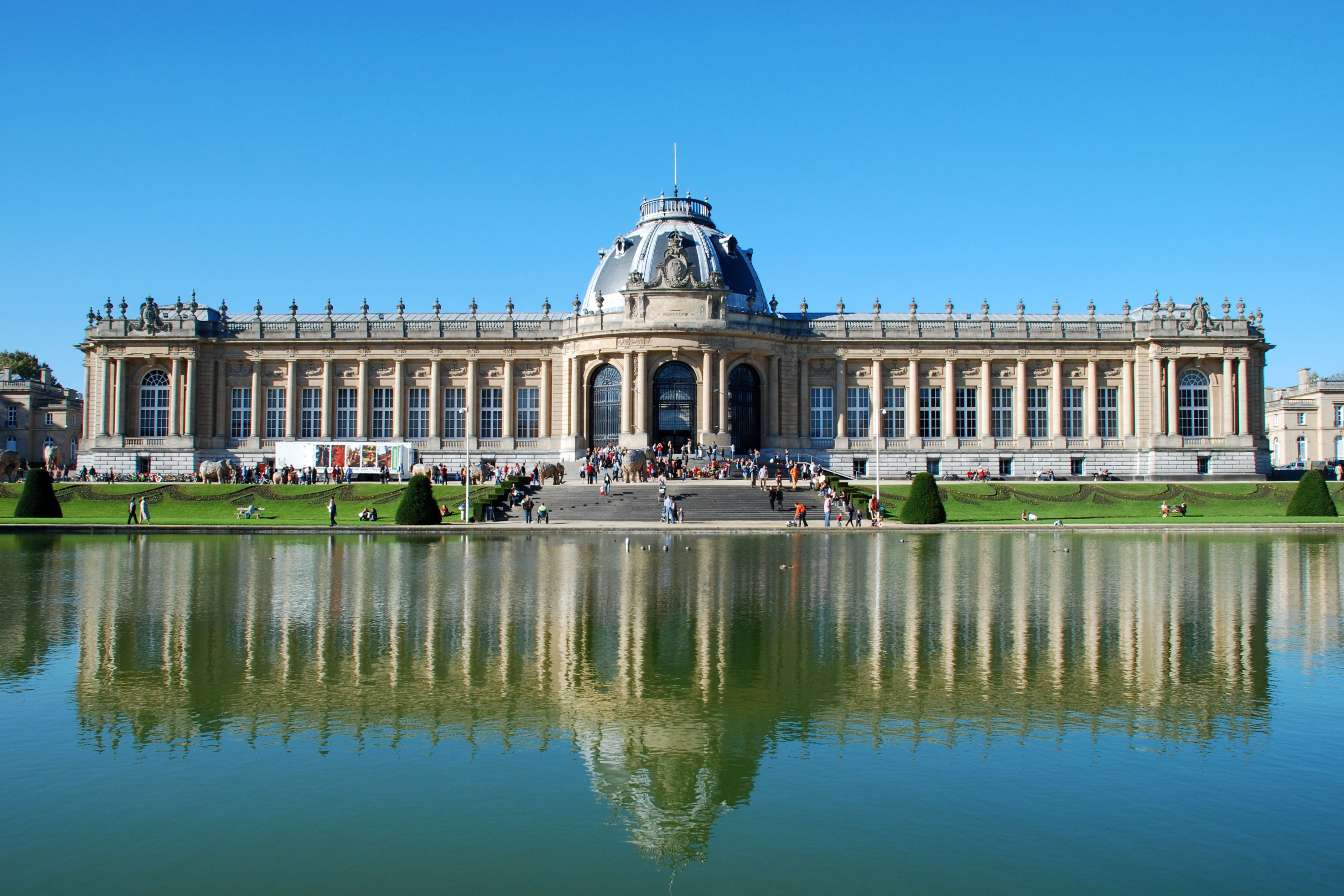
Koninklijk Museum voor Midden-Afrika, Tervuren (1902-1910)

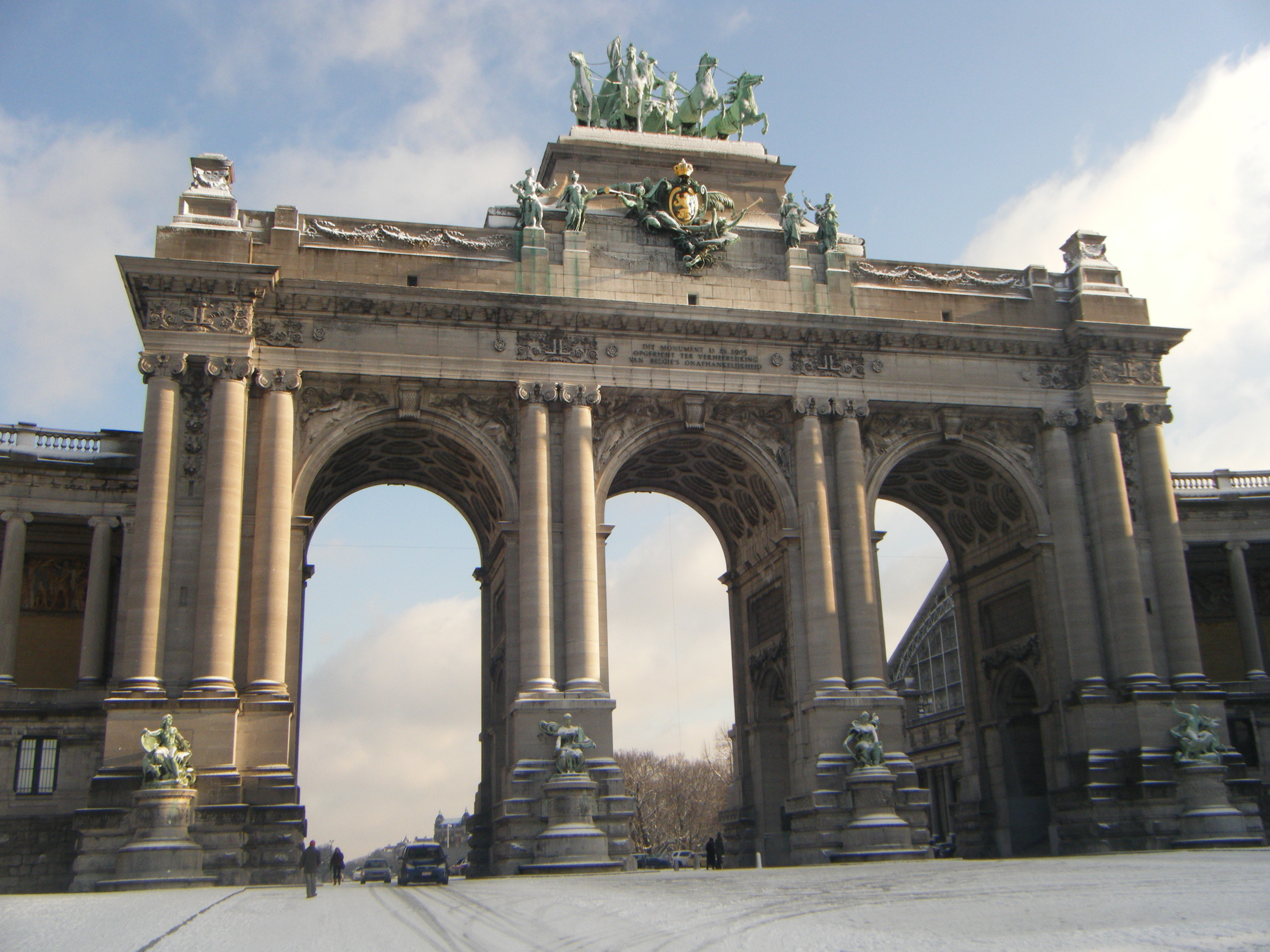
Triomfboog van het Jubelpark, Brussel (1905)

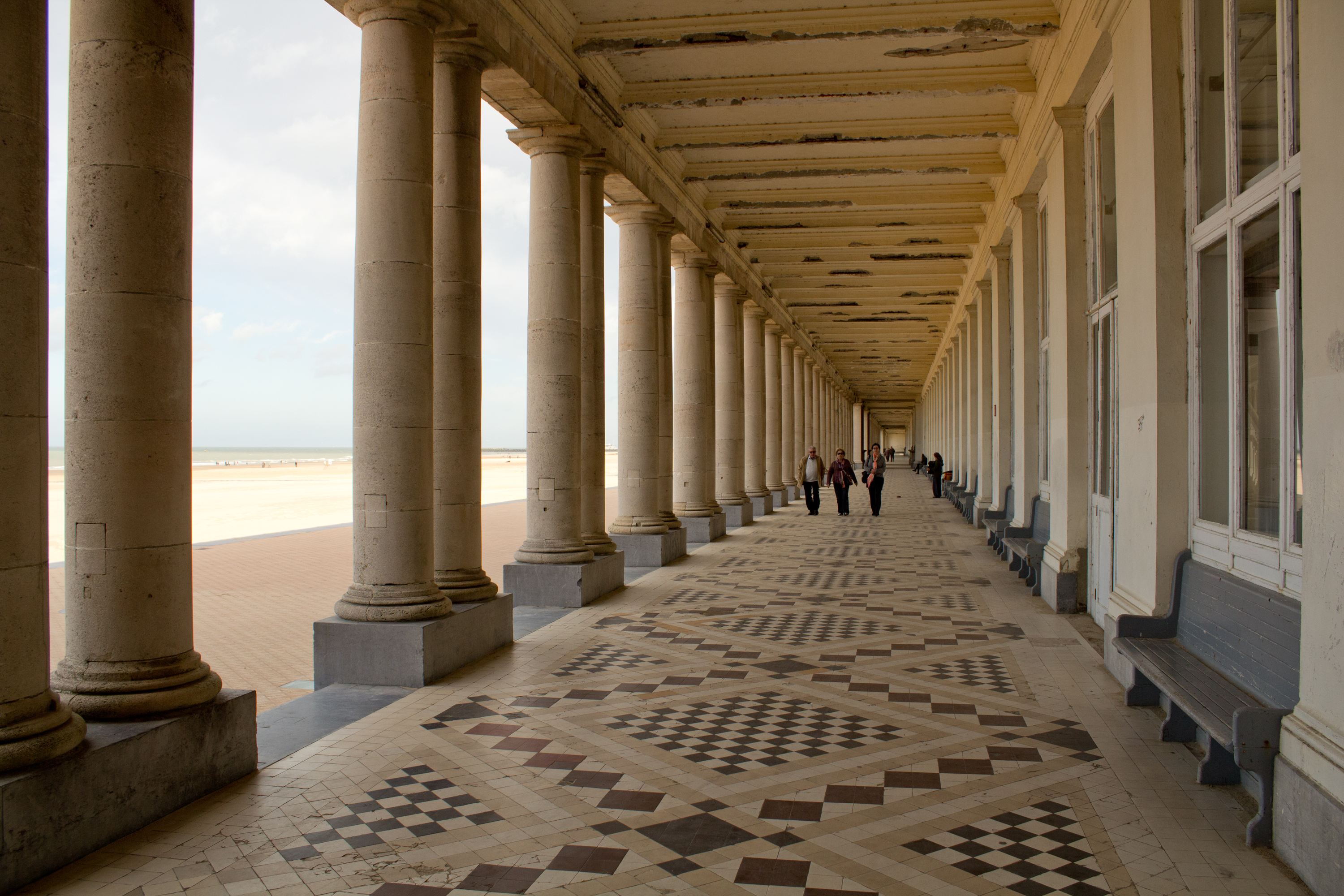
Koninklijke Gaanderijen, Oostende (1905)

Charles Louis Girault (Cosne-Cours-sur-Loire, 27 december 1851 – Parijs, 26 december 1932) was een Frans architect en kunstenaar. Hij is bekend als architect van de Triomfboog in het Jubelpark in Brussel van 1905, en het Koninklijk Museum van Midden-Afrika in Tervuren uit 1910. Italië beïnvloedde hem en hij had een voorliefde voor de schoonheid van de industriële technologie. Hij was voorzitter van de Centrale Vereniging van Architecten, inspecteur-generaal van de civiele gebouwen in Frankrijk en voorzitter van internationale conferenties en architectuurjury's.

## Jeugd
Girault werd geboren in Cosne-Cours-sur-Loire. Er is weinig geweten over zijn kindertijd en jeugd in Cosne, behalve dat die zich kenmerkte door eenzaamheid. Zijn vader bleek vaak voor malafide zaken in Zuid-Amerika, waar hij woonde met zijn vrouw en twee dochters. Charles verbleef in Frankrijk bij zijn grootmoeder. In 1870 werd hij onder de wapens geroepen voor de Frans-Pruisische Oorlog. Hij onderbrak definitief zijn schoolcarrière. Na de demobilisatie keerde hij terug naar de Nièvre om er te werken. Als tekentalent ging hij aan de slag bij een ondernemer in sloten en ijzerwerk. Het is daar dat de beroemde architect Honoré Daumet, bijna per ongeluk, zijn tekeningen zag en hem in zijn klas opnam. De onverwachte ontmoeting loodste Charles Girault in 1873 als tweeëntwintigjarige naar de prestigieuze École des Beaux-Arts in Parijs.
In 1880 won hij op zijn 29ste de Prix de Rome met als onderwerp Verblijf voor zieke kinderen op de oevers van de Middellandse Zee. Als gevolg daarvan ging hij naar Italië, waar een artistieke cultuurschok zijn leven in een nieuwe fase bracht. In Rome was hij te gast in de plaatselijke Franse Academie van 28 januari 1881 tot 31 december 1884. In Tivoli restaureerde hij de Villa Adriana van keizer Hadrianus en in Verona maakte hij een architectuurtekening van het graf van Scaliger, nu bewaard in het museum van Caen. Terug in Frankrijk kocht hij een riant huis in Bièvres, en transformeerde het park naar de Florentijnse stijl die hem aansprak, met standbeelden en vazen die hij liet overkomen.

## Het Grand en Petit Palais
Voor de Parijse Wereldtentoonstelling van 1900 ontwierp hij het Petit Palais, dat bestemd was om nadien het Museum voor Schone Kunsten te worden. Op een trapezoïdale plattegrond vermengde hij classicistische en barokke invloeden. Hij coördineerde de architectenbureaus die het Grand Palais realiseerden, zonder dat hij er ontwerper van was. In 1902 werd hij aangesteld als lid van de Académie des Beaux-Arts.

## Architect van de Koning der Belgen
Leopold II bezocht de Parijse tentoonstelling van 1900 en was onder de indruk van het Petit Palais. Hij vroeg Girault een replica te bouwen in Brussel. De architect vond een kopie maar niets. Niettemin klikte het tussen de twee en Girault werd koninklijk architect, die mee boetseerde aan het gezicht van België van Leopold II. In Brussel realiseerde hij de uitbreiding van het Kasteel van Laken en bracht hij verbeteringswerken aan in de Villa Vander Borght. Hij ontwierp ook het Koninklijk Museum voor Midden-Afrika in Tervuren (1902-1910) en de Triomfboog van het Jubelpark, ter vervanging van de gipsen versie die in 1880 voor de vijftigste verjaardag van België was gebouwd. Langs de Oostendse zeedijk creëerde hij de 300 meter lange zuilengalerij of de Koninklijke Gaanderijen in (1905). Hij effende hiervoor een even lange duinenstrook.

## Pasteurs graf
Een ontroerend werk van Girault is het graf van Louis Pasteur, de ontdekker van het vaccin tegen hondsdolheid. Bij de dood van Pasteur in 1895, vroeg zijn familie om het graf te construeren in het Institut Pasteur.

## Trivia
- Ter ere van de architect heet de weg tussen het Petit Palais en de Champs-Élysées de Avenue Charles Girault.
- De Eiffeltoren was voor hem "de steiger van een punt in de hemel."[bron?]